# 朱莉娅·曼库索
朱莉娅·曼库索（英語：Julia Mancuso，1984年3月9日—），美国女子高山滑雪运动员。她曾代表美国参加2002年、2006年、2010年和2014年冬季奥林匹克运动会高山滑雪比赛，获得一枚金牌、二枚银牌和一枚铜牌。